# Magdalena Zawadzka
Magdalena Zawadzka (sinh ngày 29 tháng 10 năm 1944 tại Filipowice) là một diễn viên sân khấu và diễn viên điện ảnh người Ba Lan.

## Tiểu sử
Magdalena Zawadzka tốt nghiệp Học viện Nghệ thuật Sân khấu Quốc gia Aleksander Zelwerowicz (PWST) ở Warsaw vào năm 1966. Bà diễn xuất trên sân khấu tại nhiều nhà hát ở Warsaw: Nhà hát Dramatyczny (1966-1982), Nhà hát Ba Lan (1982-1992), hay Nhà hát Ateneum (từ năm 1992).
Ngoài sự nghiệp diễn xuất trên sân khấu, những phim điện ảnh và phim truyền hình gắn liền với tên tuổi của Magdalena Zawadzka là 39 i pól (2008-2009) trong vai Krystyna Sobocinska, I pól (2009) trong vai Krystyna Sobanska và đặc biệt là bộ phim hài tình cảm Rozwodów nie bedzie (1964) trong vai Kasia.
Magdalena Zawadzka còn là tác giả của một số cuốn sách như "Gustaw i ja" (2011), "Taka jestem i już!" (2014), và "Moje szczęśliwe wyspy" (2017).
Năm 2003, Magdalena Zawadzka vinh dự được nhận Huân chương Polonia Restituta. Năm 2014, bà được Bộ Văn hóa và Di sản Quốc gia (Ba Lan) trao tặng Huy chương vàng Huy chương Công trạng về văn hóa - Gloria Artis vì những cống hiến to lớn trong lĩnh vực sáng tạo nghệ thuật và hoạt động văn hóa.